# أنجلينا باغانو
أنجلينا باغانو (بالإسبانية: Angelina Pagano)‏ هي ممثلة أرجنتينية، ولدت في 13 ديسمبر 1888 ببوينس آيرس في الأرجنتين، وتوفيت بنفس المكان في 9 يونيو 1962.

## وصلات خارجية
- أنجلينا باغانو على موقع IMDb (الإنجليزية)